# Chambre Ardente
Chambre Ardente ("Brinnande kammaren") var namnet på en kunglig kommission i Frankrike som bildades med särskild befogenhet för att hantera ärenden relaterade till extraordinära brott som kätteri, när de ordinarie domstolarna inte uppskattades kunna hantera dem. Den kallades Brinnande kammaren, med tanke på att den hanterade brott som ofta bestraffades genom bränning på bål. 

## Historik
Den första Chambre Ardente bildades av Parlement de Rouen 17 april 1545, med syfte att lagföra protestanter för kätteri i Normandie. Den varade i två år. Den upplöstes när de brott den bildades för att lösa var avslutade. 
Den andra Chambre Ardente bildades av Parisparlamentet mellan december 1547 och maj 1548. Den bildades främst för att förfölja protestanter för kätteri. Vid denna tid spred sig reformert kristendom i Frankrike, och hugenotterna blev en faktor. Henrik II bildade kommissionen för att hantera kätteri i hela Frankrike, och den fungerande som Franska inkvisitionen. 
Kommissionen undersökte 323 fall, av vilka 39 personer frikändes; 142 dömdes till att utföra amende honorable i form av böter, botgöring och förvisning; 37 personer dömdes till döden, av vilka 31 hängdes och sex brändes levande på bål.
När kommissionens arbete visade sig ineffektivt, upplöstes den år 1549 av Henrik II, som återförde rätten att hantera kätteri till biskoparna. 
År 1553 bildade Henrik II den tredje Chambre Ardente genom ediktet i Saint Germain en Laye 1 mars 1553. Kommissionen hade åter till uppgift att lagföra hugenotter, och verkade främst i motreformationens anda. Den tredje kommissionen avslutades 1560. 
Under hugenottkrigen 1562-1598 säkrades hugenotternas religionsfrihet vid flera tillfällen och ingen Chambre Ardente kunde återinföras. Ediktet i Nantes 1598, som gällde till 1683, gjorde att ingen Chambre Ardente kunde hantera kätteri mellan 1598 och 1683. 
År 1679 bildades en Chambre Ardente för att hantera den berömda giftmordsaffären. Den ägnades uteslutande åt att utreda denna omfattande affär, och kallades även Cour de Poison (Giftdomstolen). Den upplöstes 1682. 
År 1689 bildades en Chambre Ardente för att undersöka ytterligare en incident av gift i Paris.
Den sista Chambre Ardente bildades 1716.